# سعاد العمري
سعاد أرشد العمري هي سيدة أعمال وسياسية عراقية وهي ابنة السياسي العراقي الشهير أرشد العمري الذي شغل منصب رئيس وزراء العراق في العهد الملكي وكذلك منصب أمين بغداد، ولدت في بغداد عام 1927م، وأكملت دراستها الثانوية ثم سافرت إلى استانبول وحصلت على شهادة الهندسة، ترأست جمعية الهلال الأحمر النسائية في اواخر الخمسينات، تسلّمت منصب مدير عام شركة المخازن العراقية (أوروزدي باك) ونفذت تصاميمها وجهزتها بمختلف البضائع من أرقى المناشيء العالمية. كما ترأست إدارة الشركة العامة للخياطة في الوزيرية. وكانت تتمتع بذوق رفيع وتعرفها البيوتات البغدادية حيث كانت تمتلك شركتها الخاصة للتصميم والديكور.

## وفاتها
توفيت سعاد العمري في 5 كانون الأول 2006 في بغداد، ودفنت في مقبرة آل السنوي في مقبرة الشيخ معروف.